# Chōkei
Kaiser Chōkei (jap. 長慶天皇, Chōkei-tennō; * 1343; † 27. August 1394) war der 98. Tennō von Japan (29. März 1368–1383). 
Er war der erste Sohn Kaiser Go-Murakamis und sein Eigenname war Yutanari (寛成).
Chōkei war ein Gegenkaiser im 14. Jahrhundert und herrschte am südlichen Hof in Yoshino. Er musste sich gegen seine Gegner den Ashikaga-Clan und dem Gegenhof behaupten, aber den meisten an seinem Hof, gefielen seine Methoden nicht. Also übergab er 1383 den Thron an seinen Bruder Kaiser Go-Kameyama. Nachdem die zwei Höfe sich versöhnten, kam er nie wieder in die Hauptstadt Kyōto.
Damit verlor seine Linie letztlich den Thron, und er wurde nicht in der Liste der japanischen Kaiser aufgeführt bis zur Meiji-Zeit. Kaiser Meiji entschied sich, die Kaiser in Yoshino anzuerkennen, und nahm seinen eigenen Ahnen von der Liste. Allerdings wurde die Krönung Chōkeis historisch angezweifelt, wodurch es Diskussionen gab, so dass sein Name erst 1926 auf die Liste gesetzt wurde.